# Франкавила Анђитола
Франкавила Анђитола је насеље у Италији у округу Вибо Валенција, региону Калабрија.
Према процени из 2011. у насељу је живело 696 становника. Насеље се налази на надморској висини од 312 м.

## Становништво
Према резултатима пописа становништва 2011. у општини је живело 1.976 становника.
| 1951. | 1961. | 1971. | 1981. | 1991. | 2001. | 2011. |
| ----- | ----- | ----- | ----- | ----- | ----- | ----- |
| 2.658 | 3.685 | 3.019 | 3.049 | 3.018 | 2.354 | 1.976 |